# Moniga del Garda
Moniga del Garda är en ort och kommun i provinsen Brescia i regionen Lombardiet i Italien. Kommunen hade 2 596 invånare (2018).